# Chiesa di Santa Maria delle Grazie (Collarmele)
La chiesa di Santa Maria delle Grazie è un edificio religioso di Collarmele, in provincia dell'Aquila e diocesi di Avezzano.

## Storia

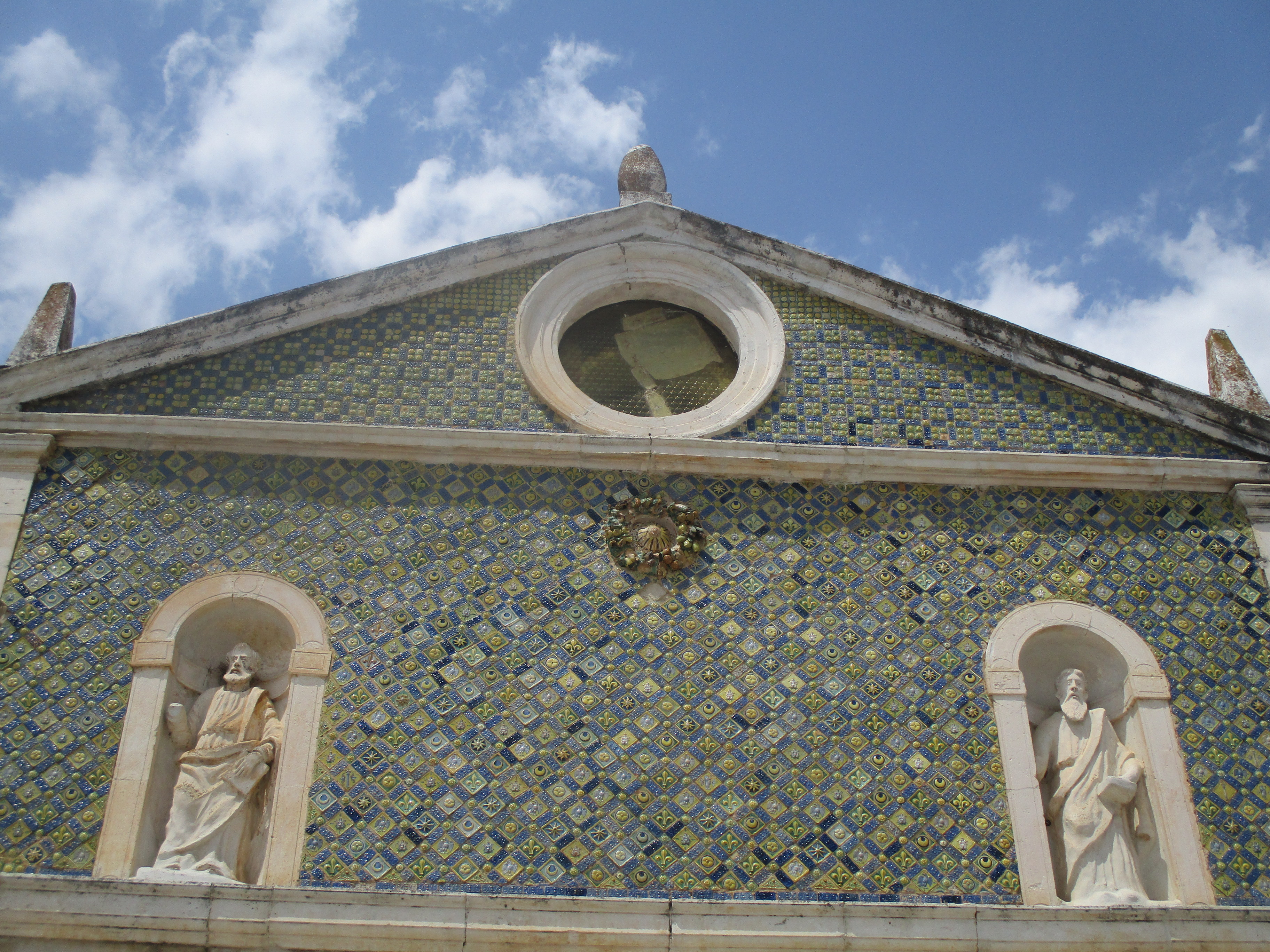
Le maioliche della facciata

L'edificio di culto originario fu edificato, secondo alcune fonti storiche, nel 1461 dalla famiglia Piccolomini che si apprestò con Antonio Todeschini Piccolomini a possedere la contea di Celano dopo il governo di Jacovella, discendente dei conti dei Marsi.
La chiesa, situata lungo il tratturo Celano-Foggia, rappresentò un riparo, anche spirituale, per coloro che dovevano praticare il percorso tratturale nel tratto di Cerfennia e della Forca Caruso rischiando di incorrere in atti di banditismo o di brigantaggio.
L'ampliamento della struttura e il completamento della facciata maiolicata risale al 1561 per volontà di una principessa della casata Piccolomini.
Danneggiata in maniera non irreparabile dai terremoti del 1703 e del 1706, subì maggiori lesioni nel 1915 a causa del terremoto di Avezzano. È stata restaurata e consolidata più volte nel corso del XX secolo.

## Descrizione
La chiesa, situata a 891 m s.l.m. tra l'area d'interesse archeologico di Cerfennia e il valico di Forca Caruso, è a navata unica con una base rettangolare leggermente rialzata rispetto a quella quadrata quattrocentesca. L'edificio di culto si caratterizza per la facciata, la cui parte superiore è impreziosita dalle maioliche lucide policrome rinascimentali realizzate, secondo alcune fonti locali, da Bernardino de' Gentili, ceramista di Anversa, forse appartenuto all'omonima famiglia dei maiolicari di Castelli. Le decorazioni richiamano gli emblemi degli Orsini, dei Colonna, dei d'Aragona e dei Piccolomini; le due nicchie esterne ospitano le statue di san Pietro e san Paolo. Internamente sono conservati i pavimenti realizzati dallo stesso Bernardino de' Gentili, un antico dipinto della Madonna della Misericordia, circondato da affreschi raffiguranti Gesù, gli emblemi della famiglia Piccolomini, risalenti alla seconda metà del XVI secolo, lo stemma del comune recante la scritta "Collis Armelis" e l'altare cinquecentesco della distrutta chiesa madre di santa Felicita.